# Hunt megye
Hunt megye az Amerikai Egyesült Államokban, azon belül Texas államban található. Megyeszékhelye és legnagyobb városa Greenville. Lakosainak száma 99 956 fő (2020. április 1.).

## Szomszédos megyék
- Fannin megye (észak)
- Delta megye (északkelet)
- Hopkins megye (kelet)
- Rains megye (délkelet)
- Van Zandt megye (dél)
- Kaufman megye (dél)
- Rockwall megye (délnyugat)
- Collin megye (nyugat)

## Népesség
A megye népességének változása:
| Lakosok száma | 86 296 | 86 613 | 87 056 | 87 048 | 89 844 | 99 956 |
|               | 2010   | 2011   | 2012   | 2013   | 2015   | 2020   |